# Çufo
Çufo – albański kanał telewizyjny adresowany do dzieci. Jest jedną ze stacji należących do nadawcy DigitAlb. Został uruchomiony w 2006 roku.